# Грінв'ю (Західна Вірджинія)
Грінв'ю (англ. Greenview) — переписна місцевість (CDP) в США, в окрузі Бун штату Західна Вірджинія. Населення — 333 особи (2020).

## Географія
Грінв'ю розташований за координатами 37°59′46″ пн. ш. 81°49′10″ зх. д. / 37.99611° пн. ш. 81.81944° зх. д. (37.996042, -81.819418).  За даними Бюро перепису населення США в 2010 році переписна місцевість мала площу 2,64 км², з яких 2,55 км² — суходіл та 0,08 км² — водойми.

## Демографія
Згідно з переписом 2010 року, у переписній місцевості мешкало 378 осіб у 151 домогосподарстві у складі 107 родин. Густота населення становила 143 особи/км².  Було 164 помешкання (62/км²).
Расовий склад населення:
| - 98,1 % — білих - 0,3 % — чорних або афроамериканців - 0,3 % — азіатів |

До двох чи більше рас належало 1,1 %. Частка іспаномовних становила 0,3 % від усіх жителів.
За віковим діапазоном населення розподілялося таким чином: 21,4 % — особи молодші 18 років, 64,6 % — особи у віці 18—64 років, 14,0 % — особи у віці 65 років та старші. Медіана віку мешканця становила 41,6 року. На 100 осіб жіночої статі у переписній місцевості припадало 119,8 чоловіків;  на 100 жінок у віці від 18 років та старших — 116,8 чоловіків також старших 18 років.
За межею бідності перебувало 44,7 % осіб, у тому числі 60,2 % дітей у віці до 18 років та 0,0 % осіб у віці 65 років та старших.
Цивільне працевлаштоване населення становило 94 особи. Основні галузі зайнятості: сільське господарство, лісництво, риболовля — 74,5 %, освіта, охорона здоров'я та соціальна допомога — 17,0 %, мистецтво, розваги та відпочинок — 8,5 %.